# National Soccer League 1979
La National Soccer League 1979 fue la tercera temporada de la National Soccer League, la liga de fútbol profesional en Australia. Desde 1977, la Federación de Fútbol de Australia (FFA) estuvo al frente de la organización.
En este certamen, el equipo APIA Leichhardt Tigers de Sydney participó por primera vez al ser promovido de la segunda división. El campeón de esta edición fue el Marconi Stallions, por haber conseguido un total de 40 puntos, siendo el equipo más goleador del certamen; este sería su primer título en la historia del campeonato. Mientras que el Sydney Olympic fue relegado a la National Premier Leagues NSW.
La asistencia media a los partidos fue de 18 300 espectadores.

## Equipos participantes
| Equipo                    | Ciudad     | Estadio                         |
| ------------------------- | ---------- | ------------------------------- |
| Sydney City Soccer Club   | Sydney     | Hensley Athletic Field          |
| Marconi Stallions         | Fairfield  | Marconi Stadium                 |
| Heidelberg United         | Melbourne  | Olympic Village                 |
| Adelaide City             | Adelaide   | Adelaide City Park              |
| APIA Leichhardt Tigers FC | Sydney     | Lambert Park                    |
| St George-Budapest        | St George  | St George Stadium               |
| West Adelaide             | Adelaide   | Adelaide Shores Football Centre |
| Footscray JUST            | Melbourne  | Schintler Reserve               |
| Brisbane Lions            | Brisbane   | Luxury Paints Stadium           |
| Brisbane City             | Queensland | Spencer Park                    |
| South Melbourne           | Melbourne  | Lakeside Stadium                |
| Sydney Olympic            | Belmore    | Belmore Sports Ground           |
| Canberra City             | Canberra   | Canberra Stadium                |
| Newcastle KB United       | Newcastle  | International Sports Centre     |

## Clasificación
| Posición              | Equipo                 | PJ | PG | PE | PP | GF | GC | GD  | Puntos |
| --------------------- | ---------------------- | -- | -- | -- | -- | -- | -- | --- | ------ |
| 1                     | Marconi Fairfield      | 26 | 15 | 6  | 5  | 58 | 32 | +26 | 40     |
| 2                     | Heidelberg United      | 26 | 14 | 7  | 5  | 44 | 30 | +14 | 36     |
| 3                     | Sydney City            | 26 | 15 | 3  | 8  | 47 | 29 | +18 | 34     |
| 4                     | Brisbane City          | 26 | 14 | 5  | 7  | 38 | 30 | +8  | 34     |
| 5                     | Adelaide City          | 26 | 13 | 6  | 7  | 43 | 27 | +16 | 33     |
| 6                     | Newcastle KB United    | 26 | 11 | 9  | 6  | 43 | 30 | +13 | 32     |
| 7                     | West Adelaide          | 26 | 10 | 4  | 12 | 28 | 31 | -3  | 25     |
| 8                     | APIA Leichhardt Tigers | 26 | 11 | 3  | 12 | 29 | 37 | -8  | 25     |
| 9                     | Brisbane Lions         | 26 | 8  | 6  | 12 | 28 | 40 | -12 | 22     |
| 10                    | Footscray JUST         | 26 | 8  | 3  | 15 | 29 | 43 | -14 | 20     |
| 11                    | St George Saints       | 26 | 7  | 6  | 13 | 27 | 43 | -16 | 20     |
| 12                    | Canberra City          | 26 | 6  | 8  | 12 | 25 | 41 | -16 | 20     |
| 13                    | Sydney Olympic         | 26 | 7  | 5  | 14 | 23 | 30 | -7  | 19     |
| 14                    | South Melbourne FC     | 26 | 6  | 3  | 17 | 26 | 45 | -19 | 16     |
| Estadísticas finales. |                        |    |    |    |    |    |    |     |        |

| Nota: | Una victoria equivale a dos puntos y un empate a uno. |
|       |                                                       |
|       | Campeón de Australia.                                 |
|       | Equipo relegado a la National Premier Leagues NSW.    |

## Premios
- Jugador del año: Ivo Prskalo (Marconi Fairfield)[4]
- Jugador del año categoría sub-21: Eddie Krncevic (Marconi Fairfield)[4]
- Goleador: Mark Jankovic (Marconi Fairfield - 18 goles)[4]
- Director técnico del año: Les Scheinflug (Marconi Fairfield)[4]